# It's My Life (canção de Bon Jovi)
"It's My Life" foi o primeiro single do álbum Crush, da banda Bon Jovi. Primeiro single no espaço de cinco anos, "It's My Life" foi lançado em 23 de maio de 2000. Foi escrito por Jon Bon Jovi, Richie Sambora e Max Martin.
Após o lançamento, a canção tornou-se um dos maiores hits história da música e foi premiada pela Grammy como o Maior Hit da História do Rock.
O single ocupou o nº 3 no Reino Unido, nº 5 na Austrália e nº 13 no Canadá.
Nos Estados Unidos da América, o single atingiu vários tops. Alcançou o nº 33 do The Billboard Hot 100, nº 16 no Top 40 Tracks, nº 14 no Top 40 Mainstream e  nº 11 no Adult Top 40.

## Posição nas paradas musicais
| Parada (2000–2001)                           | Melhor posição |
| -------------------------------------------- | -------------- |
| Austrália (ARIA)                             | 5              |
| Áustria (Ö3 Austria Top 75)                  | 1              |
| Bélgica (Ultratop 50 de Flandres)            | 1              |
| Bélgica (Ultratop 50 da Valônia)             | 6              |
| Canadá (RPM Top Singles)                     | 20             |
| Canadá (RPM Adult Contemporary)              | 38             |
| Canadá (RPM Rock/Alternative)                | 11             |
| Croácia (HRT)                                | 3              |
| Dinamarca (IFPI)                             | 2              |
| Europa (Eurochart Hot 100)                   | 1              |
| Finlândia (Suomen virallinen lista)          | 6              |
| França (SNEP)                                | 14             |
| Alemanha (Offizielle Deutsche Charts)        | 2              |
| Grécia (IFPI)                                | 3              |
| Hungria (Mahasz)                             | 5              |
| Islândia (Íslenski Listinn Topp 40)          | 2              |
| Irlanda (IRMA)                               | 5              |
| Itália (FIMI)                                | 1              |
| Países Baixos (Dutch Top 40)                 | 1              |
| Países Baixos (Single Top 100)               | 1              |
| Noruega (VG-lista)                           | 3              |
| Portugal (AFP)                               | 1              |
| Romênia (Romanian Top 100)                   | 1              |
| Escócia (Scottish Singles Chart)             | 3              |
| Espanha (PROMUSICAE)                         | 1              |
| Suécia (Sverigetopplistan)                   | 2              |
| Suíça (Schweizer Hitparade)                  | 1              |
| Reino Unido (UK Singles Chart)               | 3              |
| Estados Unidos (Billboard Hot 100)           | 33             |
| Estados Unidos (Billboard Adult Top 40)      | 11             |
| Estados Unidos (Billboard Mainstream Top 40) | 14             |

| Parada (2011)           | Melhor posição |
| ----------------------- | -------------- |
| Hungria (Single Top 40) | 6              |

| Parada (2022)                    | Melhor posição |
| -------------------------------- | -------------- |
| Bulgária (PROPHON)               | 2              |
| Polónia (Polish Airplay Top 100) | 73             |
| Ucrânia (Tophit Airplay)         | 81             |

| Parada (2000)                       | Posição |
| ----------------------------------- | ------- |
| Austrália (ARIA)                    | 24      |
| Áustria (Ö3 Austria Top 40)         | 2       |
| Bélgica (Ultratop 50 Flanders)      | 8       |
| Bélgica (Ultratop 50 Wallonia)      | 19      |
| Dinamarca (IFPI)                    | 23      |
| Europa (Eurochart Hot 100)          | 5       |
| França (SNEP)                       | 60      |
| Alemanha (Official German Charts)   | 5       |
| Islândia (Íslenski Listinn Topp 40) | 58      |
| Irlanda (IRMA)                      | 23      |
| Países Baixos (Dutch Top 40)        | 17      |
| Países Baixos (Single Top 100)      | 12      |
| Romênia (Romanian Top 100)          | 4       |
| Espanha (PROMUSICAE)                | 9       |
| Suécia (Sverigetopplistan)          | 5       |
| Suíça (Schweizer Hitparade)         | 3       |
| Reino Unido (OCC)                   | 52      |

| Parada (2000–2009)                | Posição |
| --------------------------------- | ------- |
| Alemanha (Official German Charts) | 53      |
| Países Baixos (Single Top 100)    | 62      |

## Prémios
Ganhou:
- "Video of the Year" - no VH-1 My Music Awards"

Nomeado:
- "Best Rock Performance by a Duo or Group with Vocal" nos Grammy Awards
- "Best Rock Song" nos Grammy Awards
- "Best Song" nos European Music Awards